# Столлингз, Алисия Элсбет
Алисия Элсбет Столлингз (англ. Alicia Elsbeth Stallings; род. 2 июля 1968, Декейтер, Джорджия, США) — американская поэтесса и переводчица.

## Биография
Алисия Элсбет Столлингз родилась 2 июля 1968 года в Декейтер, Джорджия, США. Она изучала антиковедение в Университете Джорджии (Бакалавр искусств, 1990) и в Оксфордском университете (Латинская литература, 1991).
В 1999 году Столлингз переехала в Афины и живет там до сих пор. Она возглавляет программу «Поэзия» в Афинском центре. Замужем за Джоном Псаропоулосом (John Psaropoulos), редактором Athens News. У них есть сын Ясон.

## Творчество
Поэзия Столлингз использует традиционные формы, ее относят к новому формализму. Признание в литературной среде обрели также её эссе и переводы.
Стихи Столлингз часто публикуются в журналах The New Yorker, The Atlantic, The New York Review of Books, Poetry и др. Она издала пять сборников стихов: «Архаическая улыбка» (англ. Archaic Smile) (1999), «Гапакс» (англ. Hapax) (2006), «Масла» (англ. Olives) (2012), Like (2018) и This Afterlife (2022).
Столлингз — признанная переводчица, она ответственна за перевод поэмы Лукреция «О природе вещей» (лат. De Rerum Natura), «Трудов и дней» Гесиода и «Батрахомиомахии».
Некоторые стихи Алисии Столлингз переведены на русский язык.

## Критическое восприятие
В обзоре книги «Архаическая улыбка» онлайн-журнал Able Muse отметил, что, «несмотря на всю формальную виртуозность Столлингз, далеко не все её стихи являются четко метрически правильными. И действительно, одним из приятных открытий "Архаической улыбки" является количество замечательных стихов в серой зоне между верлибром и белым стихом».
Питер Кэмпион (англ. Peter Campion), в обзоре второй книги «Гапакс», написал: «размер и ритм раскрываются элегантно, но идиоматичность страдает». С положительной стороны он отметил, что «[ее лучшие стихи в сборнике] сочетают просодийный талант с мощной передачей чувств».
Автор рецензии на третью книги «Масла» из "Publishers Weekly" отметил, что больше всего поразили те произведения, которые не были реакцией на античную мифологию: «Когда она дает волю своим техническим умениям в тех стихах, где она строит новый нарратив, а не надстраивает на существующий, Столлингз достигает сдержанной и простой уверенности, что впечатляет даже по стандартам нового формализма».

## Награды
Дебютный сборник стихов «Архаическая улыбка» 1999 года получил награду Ричарда Уилбура (англ. Richard Wilbur Award) и стал финалистом Йельской премии для молодых поэтов и награды Уолта Уитмена (англ. Walt Whitman Award). «Гапакс» (2006), второй сборник, был отмечен наградой поэтов. Ее стихи были включены в антологии «Лучшая американская поэзия» (англ. The Best American Series) 1994 и 2000 годов. Также она имеет награды Пушкарт (англ. Pushcart Prize), Юниса Тьетенса (англ. the Eunice Tietjens Prize), Говарда Немерова (2004) и премию Джеймса Дики (англ. James Dickey Prize).
В 2010 году Столлингз была награждена премией за перевод Уиллиса Барнстоуна.
В 2011 году она получила грант Гуггенхайма, стала лауреатом стипендии МакАртура, её приняли в Американский союз авторов (англ. United States Artists).
Сборник «Масла» 2012 года был финалистом Премии Национального круга книжных критиков.
Сборник «Like» в 2019 году был финалистом Пулитцеровской премии за поэзию.
В 2023 году Столлингз стала 47-м Профессором поэзии в Оксфорде.

## Книги
- "Archaic Smile". (University of Evansville Press, 1999). ISBN 0-930982-52-5
- "Hapax". (TriQuarterly, 2006). ISBN 0-8101-5171-5
- "The Nature of Things". (Penguin, 2007). Verse translation of Lucretius, De Rerum Natura". ISBN 978-0-14-044796-5
- "The Word Exchange: Anglo-Saxon Poems in Translation". Eds. Greg Delanty and Michael Matto. (W. W. Norton & Company, 2010). ISBN 978-0-393-07901-2
- "Olives". (TriQuarterly, 2012). ISBN 978-0-81015-226-7
- "Works and Days". (Penguin, 2018). ISBN 978-0141197524. Перевод Гесиода.
- "Like". (Farrar Straus Giroux, 2018). ISBN 9780374187323.[14]
- 'The Battle Between the Frogs and the Mice': A Tiny Homeric Epic. (Paul Dry, 2019). ISBN 978-1589881426[15]. Перевод "Батрахомиомахии".
- "This Afterlife: Selected Poems". (Farrar Straus Giroux, 2022). ISBN 9780374600693.